# 池塘怪談
《池塘怪談》（英語：The Pond）為一部青春荒誕迷你劇集。由林鶴軒、陳姸霏、石知田、張紹琛、蔡承儒、苗可麗、趙正平領銜主演。電影《紅衣小女孩》、《緝魂》的導演程偉豪繼監製《當男人戀愛時》後，首部迷你劇集。於2021年8月12日起，每周更新兩集，由 MyVideo 、公視+雙獨播，MyVideo提前公視+一小時播放。

## 播出時間
| 影音    | 所在地 | 首播日期      | 播出時間              |
| ------- | ------ | ------------- | --------------------- |
| MyVideo | 臺灣   | 2021年8月12日 | 每週四 20:00 上架兩集 |
| 公視+   | 臺灣   | 2021年8月12日 | 每週四 21:00 上架兩集 |
| Netflix | 全球   | 2021年9月10日 | 全集上架              |

## 劇情大綱
|  | 我應該待在池裡，不該亂入人間 |

一場車上均為未成年少年的車禍，竟意外讓「小魚」（林鶴軒 飾演）回到不想回憶起的過去，究竟是他在瀕死邊緣的靈魂出竅，還是進入了平行宇宙的穿越時空？而像女神般存在的「阿妮」（陳姸霏 飾演），竟在四名死黨間引起了一陣蕩漾，回到懷疑起這個充滿奇幻怪誕氛圍的「池塘」，到底還隱藏了什麼意想不到的驚喜…

## 演員列表

### 主要演員
- 林鶴軒 飾 江小魚
- 陳姸霏 飾 阿妮
- 苗可麗 飾 魚媽
- 石知田 飾 阿丁（張丁旺）
- 趙正平 飾 老袁
- 張紹琛 飾 小Q
- 蔡承儒 飾 大糸

### 客串演員
- 何景揚 飾 交通警察
- 劉家凱 飾 交通警察
- 史俊威 飾 大樓保全(威哥)
- 龔鈺祺 飾 易學家(金八卦)
- 謝馨儀 飾 網咖店員
- 吳青峰 飾 同學
- 李宛儒 飾 電視新聞主播
- 葛　蕾 飾 小Q媽
- 郭文頤 飾 護士
- 白靜宜 飾 護士
- 王自強 飾 校長
- 吳長愷 飾 主持人
- 林煬凱 飾 主持人
- 劉怡明 飾 訓導主任
- 楊志雄 飾 小Q哥哥
- 徐皖琪 飾 擋泥板女神
- 陳俊成 飾 魚爸
- 林明森 飾 丁爸
- 歐陽信 飾 受訪者（歐先生）
- 游惠雯 飾 受訪者（游小姐）
- 黃家屏 飾 班導師
- 賴孟均 飾 網咖客人

### 替身演員
- 洪毓璟
- 張育誠

### 聲音演出
- 黃士勛
- 林晉德

## 電視劇歌曲
| 曲別   | 歌名                       | 演唱者 | 作詞                                           | 作曲                                   | 备注   |
| 主題曲 | 我就奇怪                   | 魚丁糸 | 吳青峰                                         | 謝馨儀、吳青峰、史俊威、龔鈺祺、劉家凱 | 第1集  |
| 片尾曲 | 蜂蜜人蔘                   | 魚丁糸 | 程偉豪、吳青峰                                 | 吳青峰、劉家凱                         | 第2集  |
| 片尾曲 | Joyful day                 | 魚丁糸 | 史俊威                                         | 史俊威                                 | 第3集  |
| 片尾曲 | 在世界的盡頭大聲地說我恨你 | 魚丁糸 | 吳青峰、何景揚、龔鈺祺、劉家凱、謝馨儀、史俊威 | 吳青峰、何景揚                         | 第4集  |
| 片尾曲 | Sorry青春                  | 魚丁糸 | 吳青峰、龔鈺祺、程偉豪                         | 吳青峰、劉家凱                         | 第5集  |
| 片尾曲 | 腦波弱                     | 魚丁糸 | 吳青峰、程偉豪                                 | 吳青峰、劉家凱                         | 第6集  |
| 片尾曲 | 我就是個樸實無華的Bass手   | 魚丁糸 | 龔鈺祺、謝馨儀、劉家凱                         | 龔鈺祺                                 | 第7集  |
| 片尾曲 | 先說先贏                   | 魚丁糸 | 何景揚                                         | 何景揚                                 | 第8集  |
| 片尾曲 | 星月花火                   | 魚丁糸 | 史俊威                                         | 史俊威                                 | 第9集  |
| 片尾曲 | 終點起點                   | 魚丁糸 | 史俊威                                         | 史俊威                                 | 第10集 |

## 獎項紀錄
| 年份   | 頒獎典禮     | 獎項                         | 入圍者                                         | 結果 |
| ------ | ------------ | ---------------------------- | ---------------------------------------------- | ---- |
| 2022年 | 第57屆金鐘獎 | 迷你劇集獎                   | 池塘怪談                                       | 提名 |
| 2022年 | 第57屆金鐘獎 | 迷你劇集（電視電影）導演獎   | 程偉豪                                         | 提名 |
| 2022年 | 第57屆金鐘獎 | 迷你劇集（電視電影）男主角獎 | 林鶴軒                                         | 提名 |
| 2022年 | 第57屆金鐘獎 | 戲劇類節目聲音設計獎         | 黃天霸、李柏堯、楊書昕、楊以瑄、陳姝妤、林晉德 | 提名 |
| 2022年 | 第57屆金鐘獎 | 主題歌曲獎                   | 魚丁糸                                         | 提名 |
| 2022年 | 第57屆金鐘獎 | 戲劇配樂獎                   | 魚丁糸                                         | 獲獎 |

## 外部連結
- 池塘怪談的Facebook專頁
- 池塘怪談的Instagram帳戶